# Кезон Фабий Амбуст
Кезон Фабий Амбуст (лат. Kaeso Fabius Ambustus; V—IV века до н. э.) — римский политический деятель из патрицианского рода Фабиев, квестор 409 года до н. э., военный трибун с консульской властью 404, 401, 395 и 390 годов до н. э. Античные авторы называют его одним из виновников разграбления Рима галлами в 390 году до н. э.

## Происхождение
Квинт Фабий принадлежал к одному из самых знатных и влиятельных патрицианских родов Рима. Поздние источники возводили родословную Фабиев к сыну Геракла и италийской нимфы, утверждая также, что вначале этот род назывался Фодии (от латинского fodere — рыть), поскольку его представители с помощью ям ловили диких зверей. Антиковед Т. П. Уайзмен назвал это объяснение «достаточно необычным, чтобы быть правдой».
Амбуст был одним из трёх сыновей Марка Фабия Вибулана, консула 442 года до н. э., и внуком единственного из Фабиев, уцелевшего после катастрофы при Кремере в 477 году до н. э. — Квинта Фабия Вибулана. Братья Кезона Нумерий и Квинт тоже в разные годы неоднократно избирались военными трибунами.

## Биография
Кезон Фабий впервые упоминается в источниках в связи с событиями 409 года до н. э., когда он был квестором. В 404 году до н. э. Амбуст вошёл в состав коллегии военных трибунов с консульской властью; в этот год римляне разбили вольсков в сражении между Ферентином и Эцетрами и взяли город Артена. В 401 году до н. э. Кезон Фабий снова стал военным трибуном и совместно с одним из коллег Манием Эмилием Мамерцином укрепил потерянный было годом ранее лагерь под Вейями. В 395 году до н. э. (третий трибунат) Кезон Фабий не воевал.
Когда галлы вторглись в Италию (391 год до н. э.), сенат отправил к ним именно Кезона Фабия и его братьев с требованием не нападать на друзей и союзников Рима. Согласно Ливию, сами послы оказались «буйными и похожими скорее на галлов, чем на римлян», и это повлияло на исход дела. Сначала послы вспылили в ходе переговоров, а затем приняли участие в военных действиях на стороне этрусков. В этой ситуации галлы потребовали от сената выдать им трёх Фабиев как нарушителей «права народов». Сенат признал требование справедливым, но передал дело на рассмотрение народного собрания, и в конце концов благодаря «лицеприятию и подкупу» Фабии не только не были выданы, но даже стали военными трибунами с консульской властью на следующий год (390 до н. э.). Согласно античным источникам, это стало поводом для взятия Рима галлами.
Трибуны (кроме Фабиев, это были Квинт Сервилий Фиденат, Квинт Сульпиций Лонг и Сервий Корнелий Малугинский) выступили навстречу врагу, но накануне сражения при Аллии не построили лагерь, а в бою не смогли оказать организованное сопротивление галлам.
Сыном Кезона Фабия был Марк Фабий Амбуст, военный трибун 381 и 369 годов до н. э.